# Informationswissenschaft

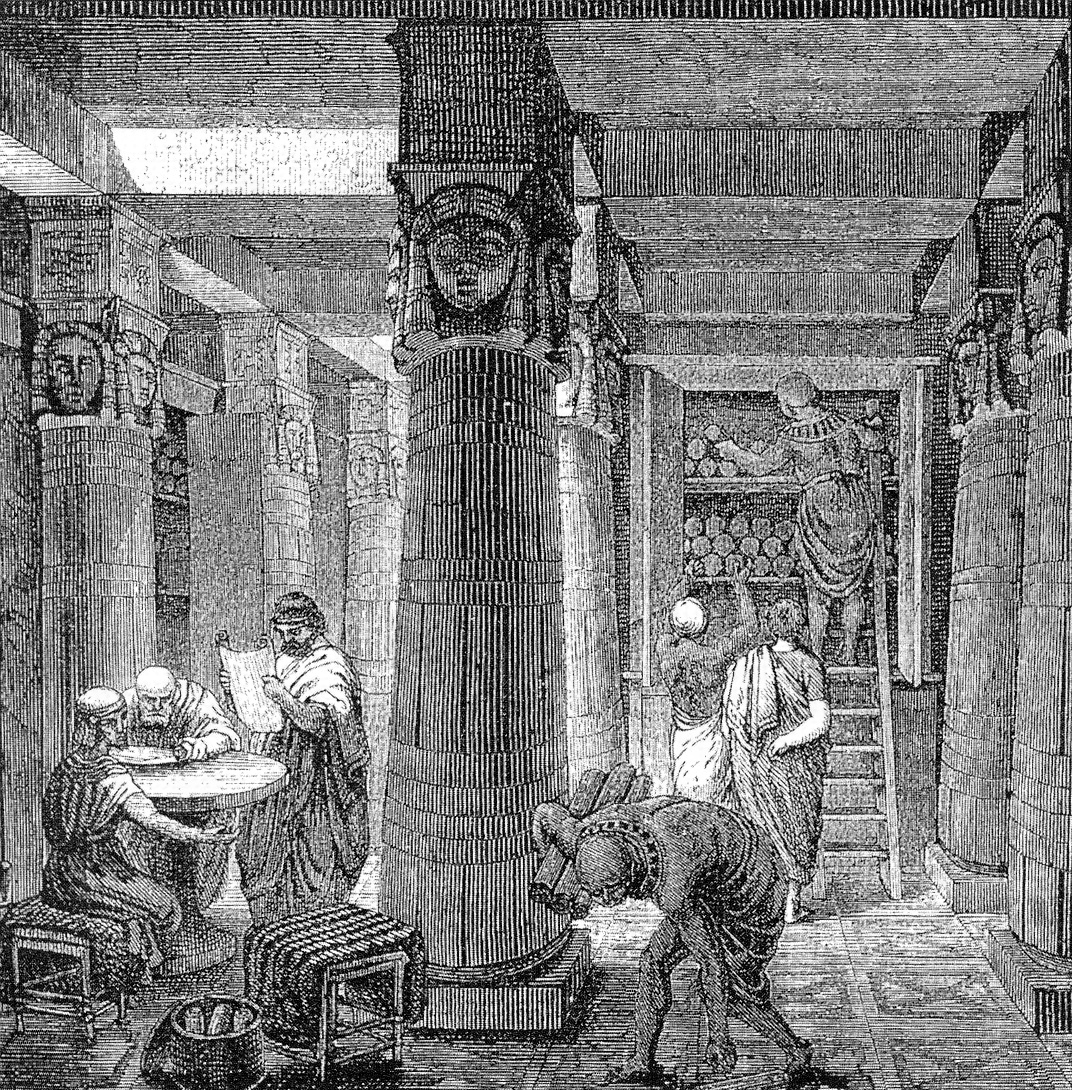
Darstellung der Bibliothek von Alexandria. Eine der frühsten Versionen der Wissensrepräsentation.

Informationswissenschaft untersucht Information und Wissen. Sie beschäftigt sich mit deren Präsentation und Repräsentation in (meist digitalen) Systemen und dem Suchen und Finden von relevantem Wissen. Außerdem werden die Eigenschaften und das Verhalten von Information, der Informationsfluss sowie die Möglichkeiten der Informationsverarbeitung in natürlichen und künstlichen Systemen erforscht.
Für das Verständnis der Informationswissenschaft relevant ist die Bedeutung von Information als einem dynamischen Prozess (aktiv: informieren; passiv: informiert werden) und von Wissen als etwas Statischem, das in Dokumenten, digital oder als persönliches Wissen in den Köpfen von Menschen fixiert ist. Information ist damit der aktive Teil von Wissen, das in einer konkreten Situation benötigt wird.
Informationswissenschaft ist sowohl systematisch, thematisch als auch methodisch eng verbunden mit:
- der Archiv-, Bibliotheks-, und Dokumentationswissenschaft,
- der Publizistik-, Medien- und Kommunikationswissenschaft,
- der Kognitionspsychologie,
- der Sprachwissenschaft und Computerlinguistik,
- der Informatik (Wissenschaft der Verarbeitung von Information),
- der Wissenschaftsforschung,
- der Wirtschaftswissenschaften
- und entsprechenden spezielleren Ausprägungen der Wirtschafts- oder der Rechtsinformatik.[5][6][7]

Informationswissenschaft ist eng verbunden mit den Informationstechnologien und deren Fortschritt. Dennoch steht aus informationswissenschaftlicher Sicht der Nutzer (und damit der soziale Aspekt) im Mittelpunkt bei der Betrachtung der Schnittstelle von Mensch und System.

## Geschichte
Nach Yan (2011) entstand die Informationswissenschaft zwischen 1950 und 1980 in drei verschiedenen Bereichen:
- Computer- und Informationswissenschaft,
- Bibliotheks- und Informationswissenschaft,
- Telekommunikations- und Informationswissenschaft.

Jeder dieser „klassischen“ Bereiche der Informationswissenschaft hatte eigene Vorstellungen, was unter dem Begriff zu verstehen ist. Erst 1990 durch die steigende Aufmerksamkeit, die der Disziplin zukam, begannen sich die Bereiche miteinander zu verbinden. 

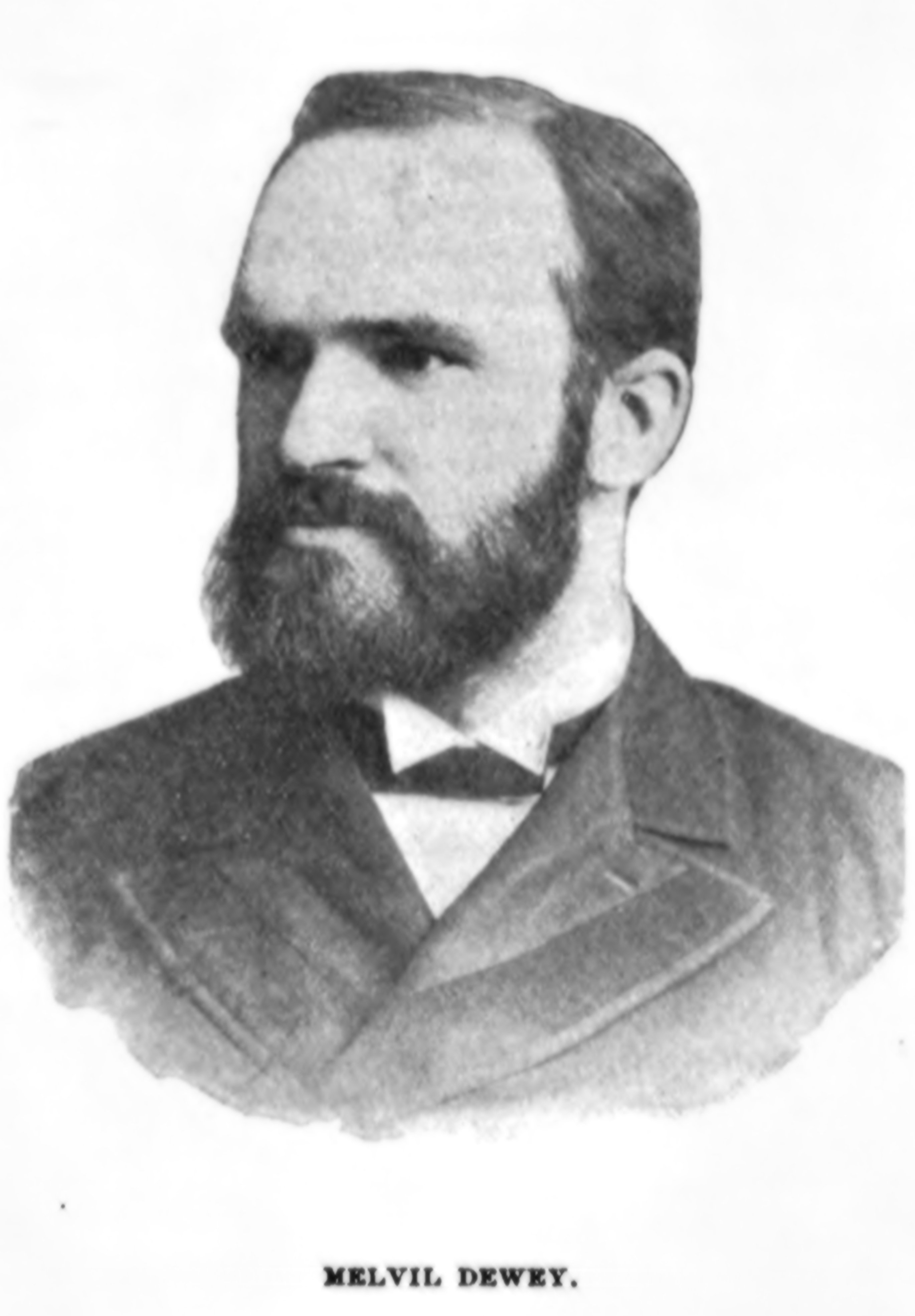
Melville Louis Kossuth (Melvil) Dewey (1851–1931) war ein amerikanischer Bibliothekar und Erfinder der Dewey-Dezimalklassifikation.

### Vor 1950
Informationswissenschaft ist mit knapp 50 Jahren eine relativ junge Disziplin. Dennoch machten sich Menschen bereits vorher Gedanken über das zielgerichtete Wiederauffinden von Informationen und die Repräsentation von Wissen. Besonders in den Bereichen Bibliothek, Archiv und Dokumentation gab es Forschungen mit dem Ziel, durch Erschließung Dokumente besser verfügbar zu machen. Ein Beispiel wäre die Dewey-Dezimalklassifikation, die Melvin Dewey 1876 entwickelte und 1895 von Paul Otlet und Henri La Fontaine zur Universellen Dezimalklassifikation weiterentwickelt wurde. Solche Klassifikationssysteme dienen dazu, Wissen zu ordnen und wieder auffindbar zu machen.
Der Begriff Informationswissenschaft wurde erst später verwendet. Er ersetzte allmählich in vielen Bereichen den Begriff Dokumentation. Unter Dokumentation versteht man „das Sammeln, Ordnen und Nutzbarmachen bzw. gezielte Wiederauffinden von Dokumenten aller Art ohne Rücksicht darauf, ob die dazugehörigen Schriftstücke verfügbar sind.“

### 1950–1974
Durch den Einsatz von Rechenmaschinen und später Computern als Wissensspeicher verschob sich die „bibliographische Sicht auf die Automatisierung der Inhaltserschließung“. Ab 1960 begann sich die Informationswissenschaft aus Ansätzen in den USA, Europa und der Sowjetunion zu entwickeln. Auch in der Bundesrepublik etablierte sich der Begriff Informationswissenschaft. Die DDR verwendete den aus der Sowjetunion geprägten Begriff Informatik.

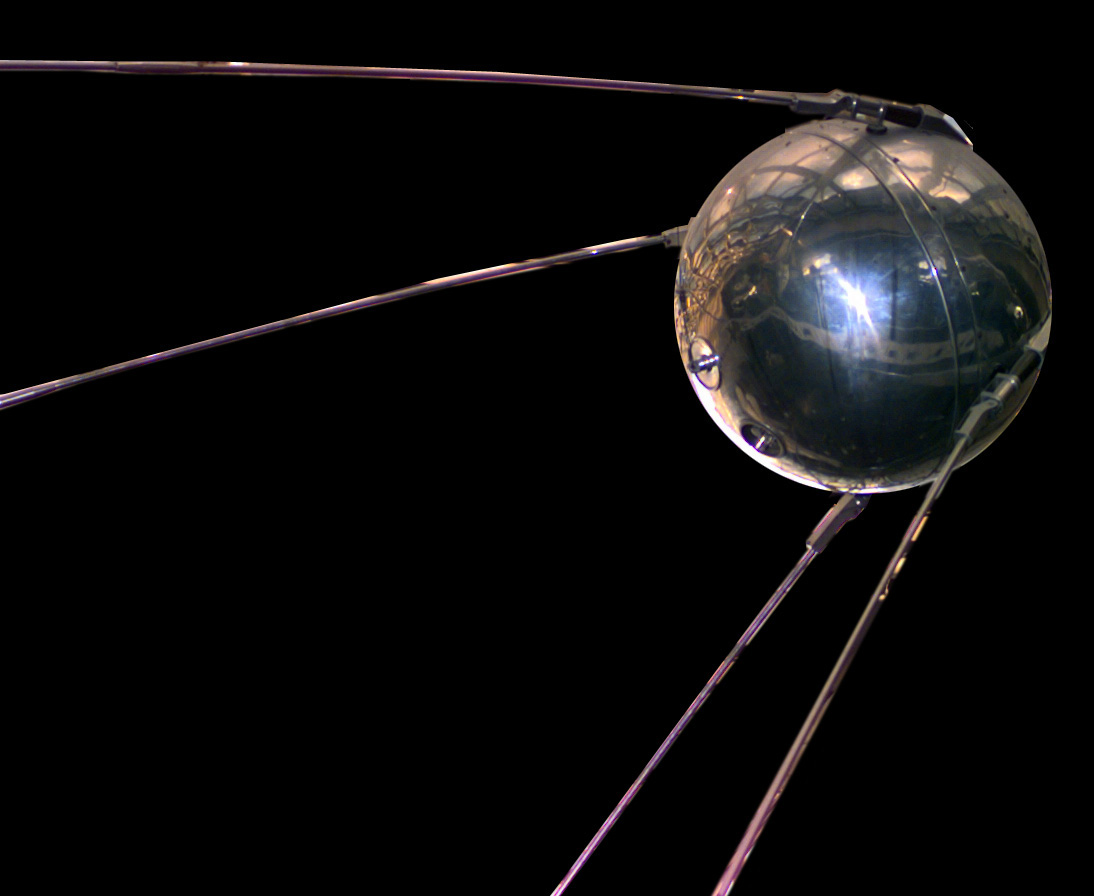
Ein Nachbau von Sputnik 1 im National Air and Space Museum in den Vereinigten Staaten.

Der sogenannte „Sputnikschock“ war ein Ausschlagpunkt zum Ausbau des Informationswesens in den USA und später auch in der BRD. Am 4. Oktober 1957 startete die UdSSR den ersten künstlichen Erdsatelliten. Die USA brauchten 6 Monate und 30 Millionen Dollar, um die von ihm versendeten Signale zu decodieren. Danach stellte sich heraus, dass die UdSSR die Codes bereits auf Englisch veröffentlicht hatte und sechs amerikanische Bibliotheken diese von Anfang in Besitz hatten. Dies war einer der Gründe, warum 1963 in den USA der Weinberg-Report mit Vorschlägen zur Verbesserung der Informationsbereitstellung zwischen Wissenschaft und Öffentlichkeit veröffentlicht wurde. Er wurde auch in Deutschland veröffentlicht, fand dort aber wenig Anklang, da die Empfehlungen eher als US-innerstaatlich angesehen wurden.
Dennoch begannen Dokumentation und Information auch in der BRD politisch immer mehr Aufmerksamkeit zu erhalten. Es wurden zahlreiche Schriften zur Informationsbereitstellung und -Vermittlung veröffentlicht, die u. a. für eine Leistungssteigerung in den Bereichen Wirtschaft, Wissenschaft und Verwaltung sorgen sollten.
Besonders die Bibliothekswissenschaftler adoptierten den Begriff „Information Science“. Um sich von den Computerwissenschaftlern abzugrenzen, begannen sie ihre Disziplin „Library and Information Science“ (Bibliotheks- und Informationswissenschaft) zu nennen.
1968 änderte das American Documentation Institute seinen Namen zu American Society for Information Science (Amerikanische Gesellschaft für Informationswissenschaft). Ab diesem Zeitpunkt begannen viele wissenschaftliche Bereiche den Begriff Dokumentation durch Informationswissenschaft zu ersetzen. Gründe für das steigende Interesse an dem Begriff Informationswissenschaft waren zum einen das Interesse an Informationstechnologie, der steigende theoretische Einfluss der Informationstheorie von Claude Elwood Shannon und das Interesse der Kognitionswissenschaft an der Verarbeitung von Information.

### 1975–2000
Der Fokus der Informationswissenschaft verschob sich weiter „von Bibliographie, Dokumentation und Wissensorganisation zu angewandter, ingenieurmäßiger Forschung unter dem Einfluss von Künstlicher Intelligenz und Informatik.“ Durch den schnellen wissenschaftlichen Fortschritt im Bereich der Informationstechnologien wurde die Forschung außerdem anwendungsbezogener.

### 2000–Gegenwart
In den letzten Jahren begann sich besonders die theoretische Seite der Informationswissenschaft auf ihre sozialen (und geisteswissenschaftlichen) Ursprünge zurückzubesinnen – zum einen aufgrund der Kommunikations- und kognitiven Wissenschaften, zum anderen, weil sich die Gesellschaft mit einer großen Menge an Information und Wissen auseinandergesetzt sah. Daher sieht sich die Informationswissenschaft heutzutage mit vielen neuen sozialen, ökonomischen und rechtlichen Fragen konfrontiert.

## Grundlagen

### Definitionen der Informationswissenschaft
Es gibt keine allgemein gültige Definition von Informationswissenschaft. Gründe dafür sind, dass es sich um eine relativ junge Disziplin im Vergleich zu anderen handelt und sie stark mit anderen Disziplinen verbunden ist, die jeweils eigene Definitionen haben.
Trotz der unterschiedlichen Betrachtungsweisen geht es der Informationswissenschaft um den Informationsinhalt, der Repräsentation von Wissen. Informationswissenschaft schafft „Wissen, wie vorhandenes Wissen genutzt werden kann“.
Dabei tendiert Informationswissenschaft zur Anwendungsbezogenheit und der Forschung zu Dienstleistungen und Produkten. Dennoch gibt es auch große theoretische Bereiche, die noch geklärt werden müssen.

### Informationswissenschaft zwischen den Disziplinen
Die Forschungsgegenstände der Informationswissenschaft sind zugleich wichtige Aspekte aller etablierten Wissenschaften, nämlich Wissen und Information. Der Fokus dieser Wissenschaften liegt aber vorwiegend auf dem eigenen Wissen. Da Informationswissenschaft das Wissen und die Informationen erforscht, stand sie einerseits dazwischen, anderseits kommt ihr durch ihre relativ „neutrale“ Betrachtungsweise des Wissenstransfers eine Brückenfunktion zu.
Gernot Wersig beschreibt Informationswissenschaft unter Betonung des interdisziplinären Ansatzes als Triade von Wissen, Mensch und Informationstechnik: Informationswissenschaft ist demnach

„[…] die Wissenschaft von der Wissensnutzung unter den Bedingungen der neuen Informations- und Kommunikationstechnologien auf allen Ebenen – individuell, organisatorisch, kulturell, gesellschaftlich.“

Franz Plochberger bezeichnet mit Informationswissenschaft die Wissenschaft, die sich allein und ausschließlich um eine "weltweit einheitliche Definition des Wortes und Begriffes Information bemüht.

### Untersuchungsbereich
Nach Stock (2003) untersucht Informationswissenschaft „das Auswerten, Bereitstellen, Suchen und Finden von relevantem (vorwiegend digital vorliegendem) Wissen durch Informations- und Kommunikationsprozessen.“
Als relevant werden die Informationen bezeichnet, bei der die Suchanfrage (Query) durch den betreffenden Treffer objektiv befriedigt wird. Ob der Treffer jedoch für den Suchenden von subjektivem Nutzen, also „pertinent“, ist, spielt beim Relevanzmaß keine Rolle.
Auswerten
Eine Auswertung von Wissen auf einem Wissensträger (z. B. einem Dokument) erfolgt. Der Inhalt wird in kurzen Texten zusammengefasst und/oder mit wichtigen Begriffen ausgezeichnet. Das Ziel ist die Informationsfilterung mit Informationsfiltern. Also dem zielgerichteten Suchen nach Informationen.
Bereitstellen
Dokumente sollen so bearbeitet werden, dass der Informationsinhalt (Content) optimal strukturiert, leicht auffindbar und gut lesbar im Dokumentenspeicher (verwaltet) abgelegt ist.
Dies geschieht durch die Verwendung von Informationsfiltern. Dazu zählen:
- Wissensordnungen,
- textsprachliche Methoden der Wissensorganisation
- und Folksonomies.[37]

Thematische Informationsfilter wie die Inhaltserschließung (Indexing), die mit verschiedenen Dokumentationsmethoden wie Schlagwortmethode, Thesauri und Klassifikationen zur Einspeisung der Dokumente in die Dokumentspeicher arbeitet. Zu den textsprachlichen Methoden gehören die Titelindexierung, Textwortmethode und Zitationsindexierung und die Erfassung als Volltext (ASCII).
Suchen
Es wird die Benutzung von Suchwerkzeugen, die Einschätzung der Qualität der Ergebnisse und die Verwendung dieser untersucht („Nutzerforschung“). Z. B. Beobachtung der Nutzer bei der Verwendung eines Bibliothekskatalogs.
Finden (Recherche)
Systeme der Informations- und Kommunikationstechnologie stehen im Mittelpunkt und werden für das Aufspüren von Wissen genutzt. Information Retrieval/Informationswiedergewinnung ist eine Teildisziplin der Informationswissenschaft, die sich damit beschäftigt. Dazu zählen klassische Datenbanken (wie Dialog, Questel-Orbit Patentsuche-Tool, GBI-Genios oder LexisNexis) und Suchmaschinen (wie Google oder Yahoo).

## Forschungsschwerpunkte
Zu den Forschungsschwerpunkten der Informationswissenschaft zählen unter anderem:
Empirische Informationswissenschaft
Nur durch empirische Untersuchungen können Retrievalsysteme getestet werden. Dies ist eine der Aufgaben der empirischen Informationswissenschaft. Dazu gibt es unterschiedliche Lehren:
- Infometrie (Messung von  Informationen),
- Bibliometrie (Messung von Dokumenten),
- Webometrie (Messung von Zusammenhänge im World Wide Web),
- und Szientometrie (Messung von wissenschaftlichen Informationen).[41]

Information Behaviour
Information Behaviour (IB) bezeichnet die verschiedenen Formen der Interaktionen von Menschen und Information. Der Begriff wird außerdem auch als Oberbegriff für das Forschungsfeld verwendet, das Informationsverhalten erhebt, analysiert und interpretiert. Als Drittes wird der Begriff für eine auf das Individuum fokussierte Forschungsperspektive innerhalb der Information-Behaviour-Forschung verwendet.
Information Retrieval
Das Information Retrieval ist die Technik und der Praxisbereich des Suchens und Findens von Informationen. Im Fokus der Informationswissenschaft steht der Informationsinhalt (Content) und weniger die technische Implementierung von Retrievalalgorithmen.
Informationsarchitektur
Informationsarchitektur ist die Planung und Gestaltung von Strukturen, die Information sinnvoll strukturieren und benutzerfreundlich sind. In Verbindung dazu stehen Information Design, Interaktionsdesign, Informationsaufbereitung und Visuelle Kommunikation. Ein wichtiges Gebiet nimmt die Mensch-Maschine-Interaktion ein. Sie ist ein Teilgebiet der Informatik und bezieht sich auf die Interaktion zwischen Mensch und Computern.
Informationsgesellschaft
Die Informationswissenschaft setzt sich immer mehr als Sozialwissenschaft durch. Einer der Gründe ist, dass die Gesellschaft eine Informationsgesellschaft geworden ist, die durch die Nutzung von Informations- und Kommunikationstechnologie geprägt ist. Dies wirft Fragen auf, wie mit Wissen und Informationen umgegangen werden soll.
Teilgebiete wären z. B. die Informationsethik (dient zur Untersuchung und Normierung ethischen Verhaltens in Informationsräumen) und der Informationszugang (Informationsaccess), welcher einen flächendeckenden, barrierefreien und nahtlosen Zugang zu Informationen und Befriedigung aller Informationsbedürfnisse gewährleisten soll. Dies ist eng verbunden mit Informationsfreiheit.
Weitere Bereiche sind z. B. Informationskultur, Informationssoziologie, Informationsökonomik, Informationsökonomie, Informationswirtschaft und die Informationsökologie und Technikfolgenabschätzung.
Informationsmanagement
Bei dem Informationsmanagement handelt es sich um Management der Informationswirtschaft (Informationsbedarf, -angebot und -verwendung), der Informationssysteme (Daten, Prozesse und des Anwendungslebenszyklus) und der Informations- und Kommunikationstechnik (Speicherungstechnik, Verarbeitungstechnik, Kommunikationstechnik und die Technikbündel.) Ein Teilbereich des Informationsmanagements ist die Informationslogistik, die sich mit Problemen des Informationsflusses und der Informationskanäle beschäftigt.
Wissensrepräsentation
Das Ziel der Wissensrepräsentation ist es, Wissen so abzubilden, dass es in Datenbanken optimal gesucht und gefunden werden kann. Dazu sollen die Dokumente durch einen Stellvertreter in Datenbanken darstellt werden.
Gegenstände der Wissensrepräsentation sind die Wissensorganisation (die Organisation von Wissen durch Begriffe) und die Wissensordnung (Ordnungen von Begriffen, z. B. Thesauri).
Wissensmanagement bedeutet die Befassung mit Wissen in Organisationen.

## Beschäftigungsumfeld
Informationsarbeit bezeichnet die Tätigkeitsbereiche des Berufsfeldes „Informationswissenschaft und -praxis“. Damit sind alle Aufgaben gemeint, die von Informationsspezialisten ausgeführt werden, „um den Wissenstransfer zu ermöglichen.“ Darunter fallen Beschaffung, Auswahl, Erschließung, Speicherung, Vermittlung und Reproduktion.
In den letzten Jahren gab es einen Wandel in dem Bereich der Informationsarbeit. Zwar existieren die ursprünglichen Tätigkeitsfelder in Archiv, Bibliothek, Information und Dokumentation noch immer, aber es kamen weitere Tätigkeitsfelder hinzu. Der Beruf des Informationswissenschaftlers ist dabei abhängig von der Weiterentwicklung der Informations- und Kommunikationstechnologie. So können Tätigkeitsfelder wegfallen oder stark spezialisiert werden (z. B. im Fall von Recherchetätigkeiten, die häufig schon vom Nutzer selbst durchgeführt werden können und die nur noch in speziellen Datenbanken oder bei seltener Literatur von Informationsspezialisten durchgeführt werden müssen). Auf der anderen Seite entstanden auch viele neue Tätigkeitsfelder und Bereiche (z. B. in den Bereichen Massenmedien, Consulting und Beratung oder im Finanzwesen), in denen Informationsspezialisten benötigt werden. Darüber hinaus werden heutzutage Informationsspezialisten in unterschiedlichen Bereichen (z. B. innerhalb eines Unternehmens) eingesetzt, sodass es schwer ist, einen allgemeingültigen Arbeitsmarkt zu definieren.
Dennoch können einige Schwerpunkte gesetzt werden. Informationswissenschaftler finden sowohl in der Internetwirtschaft, in den Medien als auch im betrieblichen Wissensmanagement ihr berufliches Tätigkeitsfeld.
- Schwerpunkt Internetwirtschaft (z. B. Suchmaschinenfirmen, Anbieter elektronischer Informationsdienste oder Betreiber von Portalservices)
  - Websitegestaltung
  - Online-Werbung
  - Suchmaschinenoptimierung (SEO) und Suchmaschinenwerbung (SEM)
- Schwerpunkt Medien (journalistische Einrichtungen, z. B. Zeitungsverlage, Rundfunkanstalten)
  - Recherche nach Information
  - Bereitstellung dieser für Redakteure
  - Erschließung und Archivierung von Information, z. B. Filmarchiv eines Fernsehsenders
- Schwerpunkt betriebliches Wissensmanagement
  - Wissensmanager (Organisation der gesamten betrieblichen Informationswirtschaft)
  - Gestaltung der Webseiten in Intranet und Internet
  - Informationsvermittler, Information Broker (z. B. im Bereich Unternehmensberatung)
  - Dokumentalist: Sammeln, Erschließen und Ablegen von wichtigen Unterlagen in größeren Unternehmen der freien Wirtschaft und Bereitstellung dieser für nachfolgende Projekte[57]
- Schwerpunkt Information Engineering
  - Usability-Experte/-in
  - IT-Systemanalytiker für den Informationsbereich
  - IT-Consultant für den Informationsbereich
- Schwerpunkt Bibliothekswissenschaft
  - Bibliothekar wissenschaftlichen und öffentlichen sowie Schulbibliotheken: Leitung von Bibliotheken oder Teamleitungsfunktionen. Erschließung von Medien mittels Katalogisierung, Erwerbung von Medien, Veranstaltungsarbeit, Betreuung der bibliothekseigenen IT, Durchführung von Schulungen.
  - IT-Bibliothekar
- Schwerpunkt Records Management und Archivierung
  - Records Manager
  - Archivar für die Langzeitarchivierung digitaler und analoger Daten und Informationen aller Archivsparten[58]

## Studium und Lehre
Informationswissenschaft wird an einigen deutschsprachigen Universitäten und Fachhochschulen als eigenständiges Fach gelehrt; die jeweilige Ausprägung des Lehrinhalts unterscheidet sich jedoch je nach Hochschule. Ähnliche Inhalte finden sich teilweise auch in angrenzenden Studiengängen wie beispielsweise der Archiv-, Bibliotheks- und Dokumentationswissenschaft sowie der Publizistik- und Kommunikationswissenschaft.
Die Informationswissenschaft setzt sich mit informationellen Prozessen und deren Unterstützung durch Informationssysteme auseinander. Sie ist mit einer Reihe von Nachbardisziplinen, die technische Fächer wie Informatik ebenso umfassen wie geistes- oder sozialwissenschaftliche Disziplinen wie Medien- oder Kommunikationswissenschaft, eng verwandt. Dies erklärt auch die unterschiedliche Verortung in den Wissenschaften an den verschiedenen Hochschulen. So findet man die Informationswissenschaft an manchen Universitäten in der Philosophischen Fakultät (z. B. an der Humboldt-Universität zu Berlin), bei den Sprach- und Literaturwissenschaften (z. B. an der Universität Regensburg), bei der Linguistik/angewandter Sprachwissenschaft (z. B. an der Universität Hildesheim), an anderen Hochschulen im Fachbereich der Bibliothekswissenschaft (z. B. an der HdM Stuttgart). An der Heinrich-Heine-Universität Düsseldorf und an der Hochschule Darmstadt ist die Informationswissenschaft stark mit der Informatik und mit der Computerlinguistik verbunden. Die Fachhochschule Potsdam bietet in dem eigenständigen Fachbereich „Informationswissenschaften“ ein großes Spektrum des praxisnahen Studiums an.
Das Bachelorstudium umfasst zwischen 6 und 8 Semester, in denen häufig ein Praxissemester enthalten ist. Informationswissenschaft kann sowohl an Fachhochschulen als auch Universitäten studiert werden. In einigen Studiengängen wird es nur in Verbindung mit einem bibliothekarischen oder medienbezogenen Studium angeboten. Dies ist häufig schon in der Bezeichnung des Studienganges vermerkt. Zum Beispiel gibt es am Institut für Bibliotheks- und Informationswissenschaft in Berlin den gleichnamigen Bachelorstudiengang und an der HAW Hamburg das Fach Bibliotheks- und Informationsmanagement.
Der Master kann konsekutiv oder weiterbildend sein. Es ist möglich, ihn an das Bachelorstudium anzuschließen und so sein Wissen zu vertiefen, oder ihn als Weiterbildung zu einem anderen Studiengang zu nutzen. Häufig wird mindestens ein Jahr Berufserfahrung verlangt. Außerdem kann der Master sowohl anwendungsorientiert und damit qualifizierend für Arbeitsmarkt oder forschungsorientiert sein. In Berlin wird gleich beides angeboten. Bibliotheks- und Informationswissenschaft als weiterbildendes Fernstudium, oder Information Science im konsekutiven Direktstudium.
Eine dreijährige Ausbildung kann als „Fachangestellter für Medien- und Informationsdienste“ (FaMI) absolviert werden. Innerhalb dieser erfolgt eine Spezialisierung auf eine von fünf Fachrichtungen: Archiv, Bibliothek, Information und Dokumentation, Bildagentur sowie medizinische Dokumentation.